# José Rebelo Perdigão
Em 16 de setembro de 1697 este José Rebelo Perdigão, vindo com o governador Artur de Sá e Menezes e engajando-se como soldado, é por ele aproveitado para o cargo de secretário da Repartição do Sul. Redige portanto todos os seus atos. 
Com ele subiu aos sertões do ouro e deixou depoimentos preciosos sobre o início da época do ouro em Minas Gerais. Em 20 de maio de 1697 escreveu o Governador em carta ao Rei D. Pedro II de Portugal: 0s mineiros não tinham podido se ocupar da exploração das minas «pela grande fome que experimentarem, que chegou a necessidade a tal extremo que se aproveitaram dos mais imundos animais, e faltando-lhe estes para poderem alimentar a sua vida largaram as minas e fugiram para os matos com os seus escravos a sustentarem-se de frutas agrestes que neles achavam.»  Opinava ele: «Achavam a terra que dá ouro esterilissima de tudo que é mister para a vida humana». 
Em 1700, José Rebelo Perdigão escreveu que «quando se descobriu o ribeirão Bento Rodrigues, nome do cabo de tropa, este tanto produzia que em algumas bateadas se tiraram 200, 300 oitavas, e sendo a pinta geral de duas ou três e acudiu tanta gente que em 1697 o alqueire de milho valiaa 64 oitavas!
Quando o governador Artur de Sá e Menezes subiu às Minas de novo em 1700, em 6 de outubro  renovou a provisão dada a José Rebelo Perdigão, desde 16 de setembro de 1697, como Secretário da Repartição do Sul. Acompanhava-o e dele obteve uma data de terras aurífera no Ribeirão do Carmo, deixando assim seu cargo em 1702 para ser mineiro . Desde 1701 morava no Carmo. Reinol, terá a confiança de Manuel Nunes Viana que o fez nomear Superintendente das Minas do Ribeirão do Carmo, posto em que Antônio de Albuquerque Coelho de Carvalho o confirmará. Em julho de 1711 Perdigão, que era o juiz mais moço da Câmara do Carmo,  foi também combater os franceses.